# Die Together
«Die Together» (с англ. — «Умрём вместе») — песня греко-норвежской певицы Аманда Тенфьорд, которая представила Грецию на конкурсе песни «Евровидение-2022».

## Конкурс песни «Евровидение»
7 сентября 2021 года ERT открыла период подачи заявок, в течение которого артисты и композиторы могли представить до трёх песен каждый до 10 октября 2021 года. Артисты должны были подписать контракт со звукозаписывающими лейблами и указать сопровождающую художественную группу, а также идеи или концепцию продвижения и презентации песни в рамках своего предложения.
В конце октября 2021 года жюри из семи человек включило в шорт-лист пять участников, следуя следующей процедуре: каждый участник мог выбрать от 5 до 10 заявок, и те из них, которые получили большинство предпочтений, были отобраны для следующего этапа. Затем комитет приступил к обсуждению с деталями их потенциального участия в штаб-квартире ERT, планируя принять окончательное решение к концу декабря 2021 года. 17 ноября 2021 года Нэнси Зампетоглу и Танасис Анагностопулос объявили о включении в короткий список участников программы ERT Studio 4. Это были: Good Job Nicky, Джоанна Дриго, Илиас Козас, Лу Ис (сценический псевдоним Луизы Софианопулу) и Аманда Тенфьорд.
Последняя в конечном итоге был объявлен выбранным участником 15 декабря 2021 года, а песня была выпущена 10 марта 2022 года.

## Позиции в чартах
| Чарт (2021)                               | Наивысшая позиция |
| ----------------------------------------- | ----------------- |
| Greece (IFPI)                             | 2                 |
| Iceland (Plötutíðindi)                    | 29                |
| Lithuania (AGATA)                         | 19                |
| Netherlands (Single Tip)                  | 18                |
| Sweden Heatseeker (Sverigetopplistan)     | 5                 |
| Великобритания (OCC UK Singles Downloads) | 67                |